# Roccazzo
Roccazzo (en sicilien, Ruccazzu) est un petit village de d'environ 600 habitants, frazione de la commune de Chiaramonte Gulfi, sur la côte sud de la Sicile.

## Géographie
Roccazzo est située à 272 mètres d'altitude, à 8,5 km de Chiaramonte Gulfi, à l'intersection des routes qui mènent d'Acate à Chiaramonte Gulfi et de  Comiso à Licodia Eubea.

## Histoire
Au XVIe siècle, le territoire était partagé entre divers propriétaires. Au XIXe siècle, profitant de la situation de point de passage du site, quelques activités commerciales sont nées, autour desquelles s'est développé l'actuel village.

## Économie
L'économie de Roccazzo est essentiellement agricole. Les principales activités sont liées à la viticulture avec la production de raisins de table et de vin, ainsi qu'à la production d'huile d'olive.

## Manifestations traditionnelles
- Fête du vin (Sagra dell'uva), en septembre.

## Sources
- (it) Cet article est partiellement ou en totalité issu de l’article de Wikipédia en italien intitulé « Roccazzo » (voir la liste des auteurs).